# Mouzeil
Mouzeil ist eine französische Gemeinde im Département Loire-Atlantique mit 2.004 Einwohnern (Stand: 1. Januar 2022) in der Region Pays de la Loire. Sie gehört zum Kanton Nort-sur-Erdre und zum Arrondissement Châteaubriant-Ancenis. Die Einwohner werden Mouzeillais genannt.

## Geografie
Mouzeil liegt etwa 30 Kilometer nordöstlich von Nantes. Der Hâvre, ein Nebenfluss der Loire, bildet die östliche Gemeindegrenze. Die Gemeinde liegt im Weinbaugebiet Coteaux d’Ancenis. Umgeben wird Mouzeil von den Nachbargemeinden Trans-sur-Erdre im Norden und Nordwesten, Teillé im Osten und Nordosten, Mésanger im Osten und Südosten, Couffé im Süden und Südosten, Ligné im Süden und Südwesten sowie Les Touches im Westen.

## Bevölkerungsentwicklung
| Einwohner                  | 836 | 790 | 720 | 872 | 1190 | 1213 | 1520 | 1889 |
| Quellen: Cassini und INSEE |     |     |     |     |      |      |      |      |

## Sehenswürdigkeiten
- Kirche Saint-Pierre aus dem 13. Jahrhundert, Glockenturm aus dem Jahr 1686
- Schloss Cope-Choux aus der zweiten Hälfte des 19. Jahrhunderts
- Park mit Monumentalskulpturen